# Litoral do Senegal

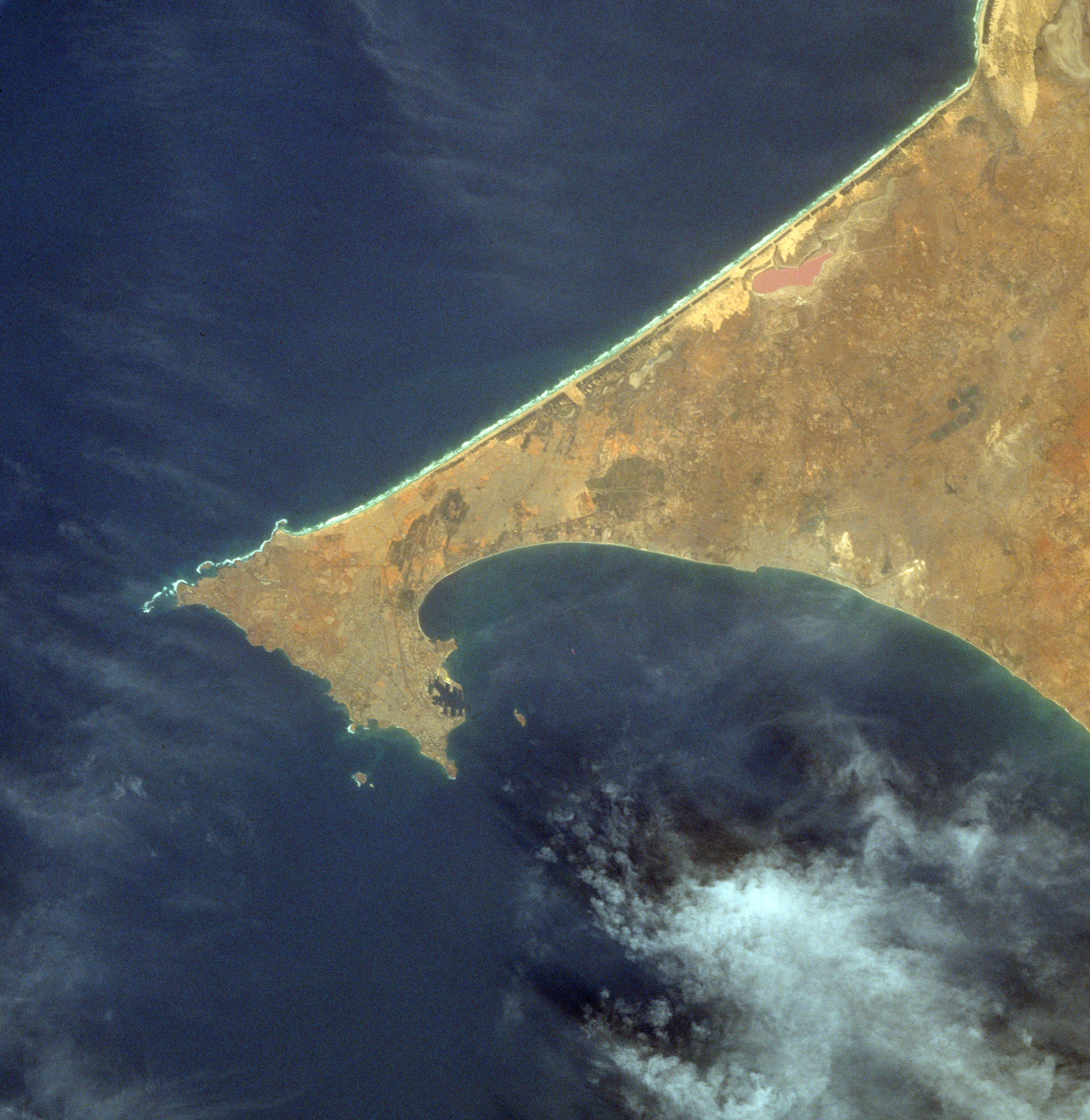
A Península de Cabo Verde em imagem de satélite.

O Litoral do Senegal é banhado a oeste pelo Oceano Atlântico. Sua distância é da ordem de 500 km de extensão. O litoral do Senegal tem as menores altitudes do país e se estende em linha reta. As cercanias dunares da foz do rio Senegal até a península de Cabo Verde formam o litoral do Senegal. A península do Cabo Verde é um antiga ilha que faz a união ao continente por um cinturão feito de areia. É na península de Cabo Verde que é encontrada a capital, Dakar. Dakar se localiza na extremidade ocidental da África. Desde o local onde deságua o rio Salum, o litoral é formado por recortes e pântanos. Nessa parte do Senegal existem manguezais em grande quantidade.